# 吉野警察署
吉野警察署（よしのけいさつしょ）は、奈良県警察が管轄する警察署の一つである。

## 所在地
- 奈良県吉野郡大淀町大字下渕389-1

## 管轄区域
- 吉野郡
  - 吉野町
  - 下北山村
  - 上北山村
  - 川上村
  - 大淀町
  - 下市町
  - 黒滝村
  - 天川村

## 沿革

### 下市警察署 - 中吉野警察署
- 明治維新 - 下市屯所を置く。

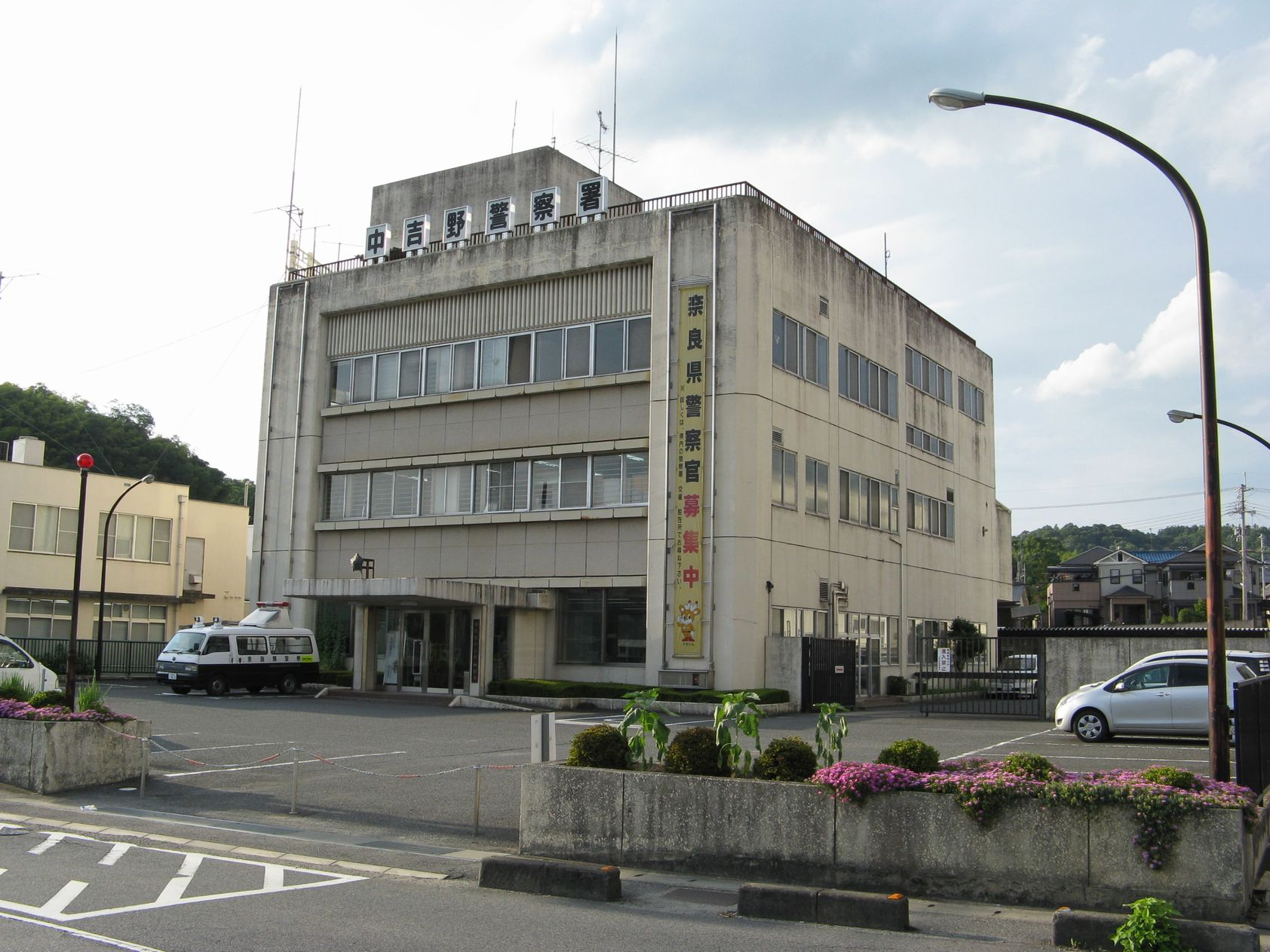
中吉野警察署（2009年撮影）

- 1877年（明治10年）2月1日 - 五条警察署下市分署となる。管轄区域は下市村、大淀村、秋野村、南芳野村、白銀村、賀名生村、宗檜村（永谷を除く）の7ヶ村。
- 1886年（明治19年）12月28日 - 下市警察署となり翌1887年1月1日より業務を開始する。管轄区域は上記の下市分署管轄に五条警察署阪本分署管轄であった大塔村、天川村、野迫川村及び宗檜村永谷を合わせた地域となる。
- 1894年（明治27年）10月3日 - 上市警察署下市分署に名称を変更する。大淀村の新野より東部5大字が上市警察署管轄となった他は従前の領域を管轄する。
- 1908年（明治41年）4月1日 - 再び下市警察署に名称を変更する。更に十津川村が下市警察署十津川分署の管轄となる。
- 1926年（大正15年）7月1日 - 下市警察署十津川分署が独立し十津川警察署となる。
- 1942年（昭和17年）11月1日 - 一部警察署統廃合と管轄区域変更により、野迫川村、大塔村、宗檜村、白銀村、賀名生村が五条警察署の管轄となり、下市警察署の管轄区域は下市町、大淀町（東部を除く）、秋野村、丹生村、黒滝村、天川村の6ヶ町村となる。
- 1948年（昭和23年）3月7日 - 警察法施行により下市、大淀両町に自治体警察が設置され、下市警察署は国家地方警察中吉野地区警察署となる。秋野村、丹生村、黒滝村、天川村の4ヶ村の管轄となり、同庁舎内に下市町警察署（自治体警察）を併設する。
- 1951年（昭和26年）10月1日 - 警察法改正により下市、大淀両町の自治体警察が廃止され、管轄区域に下市町、大淀町（東部を除く）が復帰。大淀町警察署廃止に伴い国家地方警察中吉野地区警察署大淀警部派出所を設置し大淀町の東部を除く14大字を管轄する。
- 1954年（昭和29年）7月1日 - 警察法改正により奈良県警察発足。奈良県下市警察署となる。
- 2014年（平成26年）3月3日 - 警察署再編により（旧）吉野警察署を統合し奈良県吉野警察署と改称する[1]。

### 上市警察署 - （旧）吉野警察署

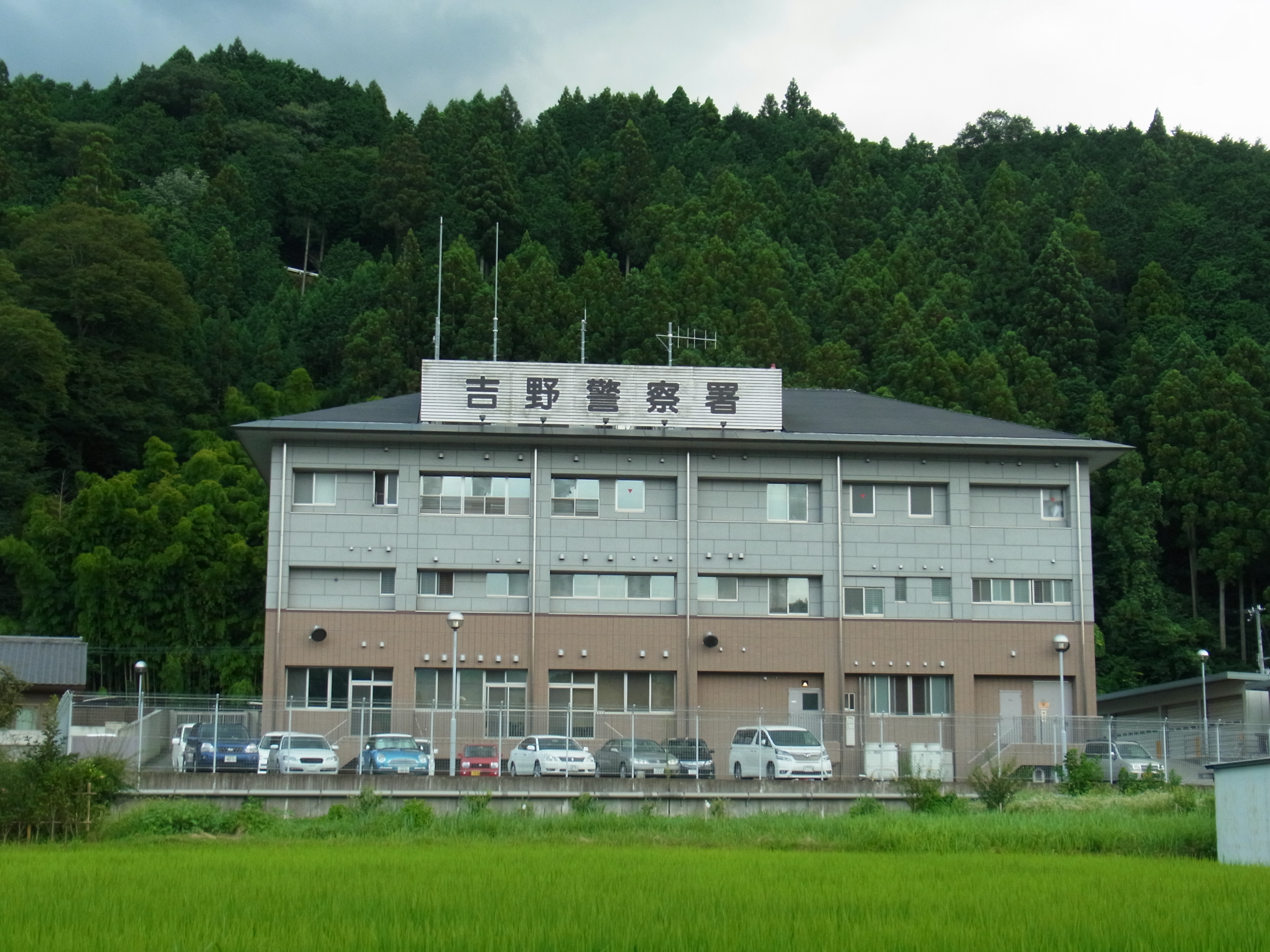
吉野警察署（2012年撮影）

- 1873年（明治6年）4月 - 上市大屯所を設置する。
- 1874年（明治7年）8月 - 上市警察出張所と改称する。
- 1882年（明治15年）5月 - 五条警察署上市分署と改称する。
- 1886年（明治19年）12月28日 - 下市警察署の独立によりこれに所属、下市警察署上市分署となる。
- 1894年（明治27年）10月3日 - 上市警察署となり下市分署領域も管轄となる。
- 1908年（明治41年）4月1日 - 下市分署を分離。管轄区域は大淀村（東部）、上市町、吉野村、中荘村、国樔村、龍門村、中龍門村、川上村、上北山村、下北山村、小川村、高見村、四郷村、上龍門村の14ヶ町村となる。
- 1926年（大正15年）11月15日 - 管轄区域から小川村、高見村、四郷村、上龍門村を分離し（大宇陀警察署へ移管）、10ヶ町村となる。
- 1948年（昭和23年）3月7日 - 東吉野地区警察署と改称する。吉野町、大淀町（東部）は自治体警察に分離する。
- 1951年（昭和26年）10月1日 - 吉野町、大淀町の自治体警察廃止に伴い、管轄区域が吉野町、上市町、大淀町（東部）、中荘村、国樔村、龍門村、中龍門村、川上村、上北山村、下北山村となる。
- 1954年（昭和29年）7月1日 - 奈良県上市警察署と改称する。
- 1956年（昭和31年）5月3日 - 6ヶ町村合併による吉野町発足に伴い吉野警察署と改称する。
- 2014年（平成26年）3月3日 - 警察署再編により中吉野警察署に統合、署庁舎はさくら警察庁舎となる[1]。

### 吉野警察署（統合後）
- 2014年（平成26年）3月3日 - 中吉野警察署が（旧）吉野警察署を統合し吉野警察署と改称する[1]。

## 分庁舎
（）の中は所在地

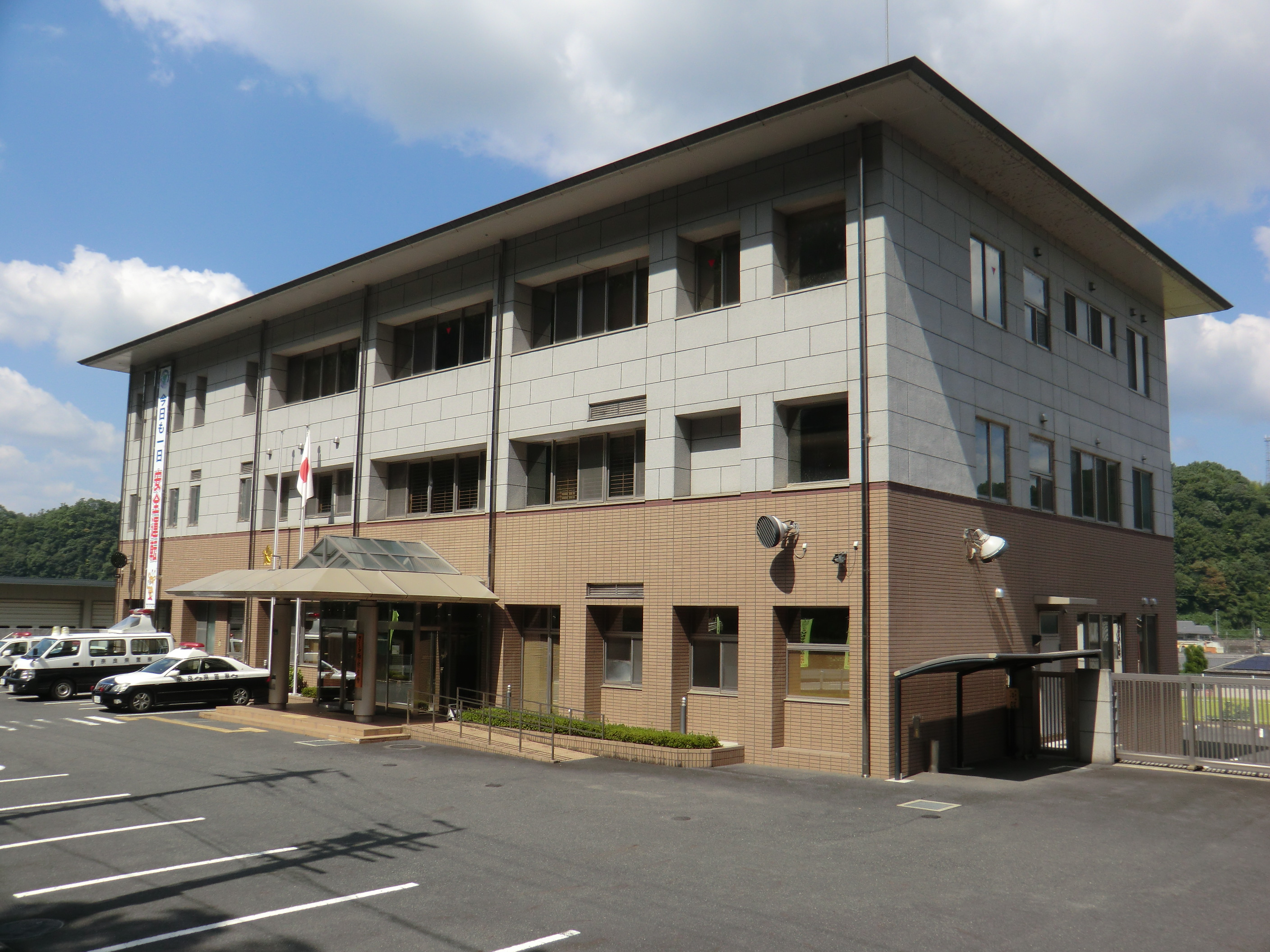
さくら警察庁舎（2014年撮影）

- さくら警察庁舎（吉野郡吉野町橋屋185番地の1）

## 交番
（ ）の中は所在地

### 大淀町
- 下渕交番（吉野郡大淀町大字下渕884番地の2）

## 駐在所
（ ）の中は所在地

### 大淀町
- 土田駐在所（吉野郡大淀町大字土田507番地の241）
- 近鉄六田駅前駐在所（吉野郡大淀町大字新野241番地の1）
- 今木駐在所（吉野郡大淀町大字今木243番地の1）

### 下市町
- 下市駐在所（吉野郡下市町大字下市2434番地）
- 秋野駐在所（吉野郡下市町大字伃邑2189番地の2）

### 黒滝村
- 黒滝駐在所（吉野郡黒滝村大字寺戸155番地の1）

### 天川村
- 洞川駐在所（吉野郡天川村大字洞川181番地の1）
- 川合駐在所（吉野郡天川村大字川合279番地の1）

### 吉野町
- 吉野山駐在所（吉野郡吉野町大字吉野山2422番地の1）
- 宮滝駐在所（吉野郡吉野町大字宮滝230番地の2）
- 竜門駐在所（吉野郡吉野町大字平尾15番地の1）
- 三茶屋駐在所（吉野郡吉野町大字三茶屋277番地の2）
- 新子駐在所（吉野郡吉野町大字新子281番地の3）

### 川上村
- 大滝駐在所（吉野郡川上村大字大滝36番地の2）
- 迫駐在所（吉野郡川上村大字迫1335番地の4）
- 柏木駐在所（吉野郡川上村大字柏木28番地の1）

### 上北山村
- 河合駐在所（吉野郡上北山村河合381番地）

### 下北山村
- 池原駐在所（吉野郡下北山村下池原73番地）
- 寺垣内駐在所（吉野郡下北山村寺垣内584番地）